# Халил Ефенди
Мюлязим Халил ефенди Афуз Мехемдов Разаоглу е първият и последен османски кмет на Варна преди Освобождението.

## Биография
Роден е през 1811 г. (или 1818 г. според някои историци), най-вероятно във Варна, син е на Афуз Мехмед от село Тюрк Арнаутлар (днес – с. Белоградец, община Ветрино, област Варна). Получава добро образование. В продължение на 25 години служи като артилерист на крепостната артилерия и е произведен в звание мюлязим. Наследява имоти и печели авторитет във Варна, като през 1872 г. е избран за общински кмет. Инициира строежа на сгради за „Теке джамия“, турско училище, конак, общински съвет, общинска градина, чешми във Варна, Тюрк Арнаутлар, Ала-Клисе, Куюджук-Юртлугу и Чукурово. По време на руско-турската война защитава на християнското население от грабежи и насилия. След Освобождението не напуска града и участва в общинското управление. На 23 октомври 1878 г. варненският губернатор камерюнкер Баумгартен го назначава за член на Окръжния управителен съвет на града. Остава общински съветник и през 1884 г.
Халил Ефенди разказва в пресата за кметуването си:
| „                                            | С постилание на града беледието не се занимаваше. Това ставаше с джеза. Ако някой се провини в нещо, му се налагаше да направи известни разкрачи калдъръм. Ако някой не изпълни тая заповед, той бива глобяван да даде известно количество масло за джамията, ако е мюсюлманин, а ако е християнин да даде известно количество восък за църквата. Всеки изпълнявал задълженията си точно. | “ |
| Варненски кореняк – 01/07/1927, No. 3, стр.3 | |   |

## Депутат в Търновското Учредително събрание 1879
В списъка с депутати е посочен Халил Думанлъ от Провадия, назначен от Императорския руски комисар - княз Александър Дондуков-Корсаков. Руският комисар е имал квота, с която е назначил представители на всички етноси и вероизповедания в българските земи. На приложената снимка към таблото с портретите на депутатите направена по време на събранието е именно Халил Ефенди.

## Памет
Във Варна има улица кръстена на негово име.

## Противоречие
Според данни на свещенник Христо Върбанов, съвременник на Халил Ефенди, градоначалник на Варна през 1875 г. е лице на име Гиритли Демир ага.